# Piper J-3 Cub
Piper J-3 Cub er et Amerikansk let fly, bygget mellem 1937 og 1947 af Piper Aircraft. Flyet har en simpel letvægtskonstruktion, som giver det gode flyveegenskaber ved lav hastighed, og gode egenskaber på korte baner. Cub er et af de mest kendte fly overhovedet: dens simple konstruktion, lave pris og popularitet, såvel som det store antal producerede eksemplarer, har vakt favorable sammenligninger med Ford's Model T bil.
Cub var oprindeligt planlagt som træner, og var meget populær i denne rolle, såvel som til generel anvendelse. Takket være sin ydelse, var den godt tilpasset en række militære anvendelser, så som rekognoscering, forbindelses/kommunikationsflyvning, fremskudt kontrol etc., og blev produceret i store styktal under den 2. verdenskrig med den militære betegnelse L-4 Grasshopper ("Græshoppe"). Et stort antal Cubs flyver stadig. Brugte Cubs er stadig stærkt efterstræbt til bushflyvning.
Flyets standard kromgule bemaling er blevet kendt i USA som "Cub Yellow" eller "Lock Haven Yellow".

## Udvikling og produktion
Taylor E-2 Cub så dagens lys i 1930, bygget af Taylor Aircraft i Bradford, Pennsylvania. Cub er et højvinget afstræbet monoplan med en stor, rektangulær vinge. Den er forsynet med en luftkølet stempelmotor, der trækker en propel med fast stigning. Flystellet er en svejset stålrørsramme dækket med stof, og med to sæder i tandem. Oprindeligt var flyet forsynet med en alt for lille 20 hk (14.9 kW) Brownback "Tiger Kitten" ("Tigerkilling") motor. En tigerkilling hedder på engelsk en 'cub'; Taylor's bogholder , Gilbert Hadrel, døbte derfor det lille fly "The Cub". Sponsoreret af William T. Piper, en industrimand og investor fra Bradford, var den prisbillige E-2 beregnet på at fremme interessen i flyvning. Senere i 1930 gik Taylor konkurs; Piper opkøbte alle firmaets værdier og beholdt Taylor's stifter, C. Gilbert Taylor som direktør.
I 1936 blev en tidlig Cub ændret af en af medarbejderene, Walter Jamouneau, og blev til Taylor J-2 mens C. Taylor var på sygeorlov. Det skabte det sejlivede rygte at "J" betød Jamouneau, reelt var det bare det næste bogstav efter version E, F, G og H ("I" bliver som regel udeladt da det kan forveksles med et tal). Da Taylor så den nye model, blev han så rasende at han fyrede Jamouneau. Piper havde opmuntret Jamouneau's ændringer, og genansatte ham. Derefter købte Piper Taylor's andel af firmaet og betalte ham US$250 om måneden de næste tre år.
Selv om salget gik langsomt, blev der produceret cirka 1200 J-2, før en brand i Piper's fabrik lukkede produktionen i 1938. Efter at Piper flyttede sit firma fra Bradford til Lock Haven, Pennsylvania, blev J-2 erstattet af J-3, der havde endnu flere af Jamouneaus ændringer. Ændringene var hovedsageligt at integrere halefinnen med den agterste del af skroget, give det agterste vindue en elegant kurve, og at erstatte haleslæberen med et styrbart halehjul, der blev kontrolleret af sideroret. Forsynet med en 40 hk (30 kW) motor, kunne flyet i 1938 sælges for lige over $1,000.
Flere forskellige typer luftkølede motorer, de fleste firecylindrede boksermotorer, blev anvendt i J-3 Cub. Dette gav forskellige modelbetegnelser: J3C brugte en Continental A-serie, J3F brugte en Franklin 4AC, og J3L benyttede en Lycoming O-145. Nogle få eksemplarer, designeret J3P, fik en Lenape Papoose 3-cylindret stjernemotor.
Krigsudbruddet i 1939 i Europa, og den voksende erkendelse af at de Forenede Stater snart kunne blive inddraget i konflikten, resulterede i skabelsen af Civilian Pilot Training Program (CPTP). Piper J-3 Cub blev det primære skolefly i CPTP-programmet og var en integreret del af successen, og opnåede undervejs kultstatus. 75 procent af de i alt 435,165 nyuddannede piloter i CPTP blev trænet i Cubs. Ved krigens slutning havde 80 procent af alle U.S. militære piloter fået deres grundlæggende flyvetræning i Piper Cubs.
Mangelen på nye piloter skabte et umætteligt behov for Piper Cubs. I 1940, året før USA trådte ind i krigen, var der bygget 3,016 Cubs; under krigen steg produktionen, så der blev bygget en ny Cub hvert tyvende minut.

## Operationel historie

### Flitfire
Før de Forenede Stater gik ind i Anden Verdenskrig, var J-3 del af et fund-raising program for at støtte Storbritannien. En Flitfire, en Piper Cub J-3 påmalet Royal Air Force insignia, blev doneret af W. T. Piper og Franklin Motors til RAF Benevolent Fund (Royal Air force's velgørenhedsfond) for at blive udloddet. Piper's distributører landet over blev opfordret til at gøre det samme.
Den 29. April 1941 landede alle 48 Flitfire fly, en for hver stat i det daværende USA, i La Guardia Field (den senere LaGuardia lufthavn) for en festlighed som inkluderede Royal Navy officerer fra slagskibet HMS Malaya som æresgæster.
Mindst tre af de originale Flitfires er blevet restaureret og bemalet med den oprindelige sølvfarvede dope; en af dem, med en Franklin 65 motor, er udstillet på North Carolina Aviation Museum i Asheboro, North Carolina. Denne Flitfire blev fløjet af Orville Wright under et salgsfremstød for krigsobligationer.

### 2. verdenskrig
Piper Cub blev hurtigt et kendt syn. Præsidentfruen Eleanor Roosevelt fik en flyvetur i en J-3 Cub, og begge stod model til en serie publicity fotos for at fremme CPTP pilotprogrammet. Ugerevyer og aviser fra tiden viste ofte billeder af krigstidens ledere, som f.eks. generalerne Dwight Eisenhower, George Patton og George Marshall, flyvende mellem forskellige Europæiske krigsskuepladser i Piper Cub. Civilt ejede Cubs deltog i krigen som en del af den nyligt oprettede Civil Air Patrol (CAP), hvor de patruljerede Østkysten og Golfkysten af de Forenede Stater, i en konstant eftersøgning af tyske U-både, såvel som overlevende efter U-bådsangreb.
Piper udviklede en militær variant under forskellige betegnelser: O-59 i 1941, L-4 efter April 1942, og NE - flyene til U.S. Navy. Opgave var ikke særligt vanskelig: "Det eneste vi skulle gøre for at lave et militærfly," blev Bill Piper Jr. citeret for at sige "var at male en Cub grøn!"), L-4 Grasshopper var mekanisk identisk med den civile J-3 Cub, men kunne kendes fra denne på det noget større Plexiglas 'drivhus' - der var et vindue over og bag piloten for at forbedre udsynet, ligesom i Taylorcraft L-2 og Aeronca L-3, som også var i brug ved de væbnede styrker. Med kun piloten ombord, havde L-4 en topfart på 85 mph (137 km/t). en marchfart på 75 mph (121 km/t), max. flyvehøjde 12,000 ft. (3,658 m), en stallhastighed på 38 mph (61 km/t), kunne holde sig i luften i tre timer, og en rækkevidde på 225 mi (362 km). Der blev produceret 5,413 stk. L-4 til USA's væbnede styrker, inkl. 250 bygget til U.S. Navy under kontrakt som NE-1 og NE-2.
Alle L-4, såvel som lignende fly med tandem-cockpit fra Aeronca og Taylorcraft, blev kaldt "Grasshoppers" (en hyldest til deres udmærkede egenskaber på græsbaner), men L-4 blev næsten altid kaldt ved dens civile navn 'Cub'. Under 2. verdenskrig blev L-4 i stor stil brugt til rekognoscering, transport af forsyninger, som artilleriobservatør og evakuering af sårede soldater ("MedEvac"). Under den allierede invasion af Frankrig i Juni 1944, gjorde L-4's lave marchfart og store manøvreevne i lav højde flyet til en ideel observationsplatform til at finde camouflerede tyske tanks og anti-tank kanonstillinger, såvel som Sturmgeschütz og Jagdpanzer (Mobile selvkørende antitank-kanoner) der ventede i baghold i de hækomkransede bocage områder syd for invasionsstrandene. Briterne benyttede Auster AOP til det samme formål. For at udføre opgaven, medbragte Cub - ud over piloten - en kombineret observatør og radiooperatør, og en næsten 13 kg tung radiostation. Denne belastning bragte temmelig ofte flyet op over den godkendte lastkapacitet. Efter at de Allierede var brudt ud fra invasionsområdet, blev Cubs undertiden forsynet med improviserede ophæng til bazookaer, og benyttede dem til jordmålsangreb mod tyske pansrede enheder. Det mest berømte af disse fly var Rosie the Rocketer, fløjet af Major Charles "Bazooka Charlie" Carpenter; Carpenter og Rosie's seks bazookaer opnåede at ødelægge seks fjendtlige tanks og adskillige pansrede biler under deres krigstjeneste.

### Efter krigen
Efter krigen blev et stort antal L-4 solgt som militært overskud, men et betydeligt antal forblev i tjeneste. Cubs der blev solgt som overskud i USA blev tilbagedøbt til J-3, men beholdt for det meste de ændrede vinduer, og ofte deres bemaling.
Som et af tidens ikoner, er J-3 Cub afholdt af både piloter og andre, og tusinder er stadig i brug nu om dage. Piper solgte 19.073 J-3 mellem 1938 og 1947, de fleste af dem L-4 og andre militære varianter. Hundreder af Cubs blev samlet af løsdele i Canada (af Cub Aircraft som Cub Prospector), Danmark og Argentina, og af en licensholder i Oklahoma.
Sidst i 1940'ne blev J-3 erstattet af Piper PA-11 Cub Special (1.500 stk. produceret), den første Piper Cub version der havde en fuldt dækkende motorhjelm, og derefter af Piper PA-18 Super Cub, som Piper producerede indtil 1981 hvor rettighederne blev solgt til WTA Inc. I alt producerede Piper 2.650 Super Cubs. Super Cub havde en 150 hk (110 kW) motor, som øgede topfarten til 130 mph (210 km/t), og havde en rækkevidde på 460 miles (740 km).

### Koreakrigen
L-4 måtte i krig igen; den fandt udstrakt anvendelse ved både USA's og Sydkoreas luftvåben først i 1950'erne. Under Koreakrigen, gjorde L-4 tjeneste i mange af de samme roller som den havde haft under 2. Verdenskrig, så som artilleriopsporing, fremskudt ildledelse, og rekognoscering. Nogle af flyene blev forsynet med et ændret cockpit for at kunne udføre MedEvac's af sårede soldater.

### Danmark
Allerede i 1938 blev Cub-Aircraft Co. Ltd., en samlefabrik for Cubs, stiftet på Lundtofte Flyveplads. Der blev produceret 44 fly, hvoraf 6 eller 7 blev ødelagt ved en brand. Fabrikkens maksimale kapacitet var 8-10 fly per måned, og af samtidige annoncer fremgik, at en Piper Cub kostede 8.750 kroner inklusive 12 timers flyveinstruktion. Omkostninger til benzin og olie blev opgivet til 2,50 kr/time. Danmarks Flymuseums Piper Cub J/3-F-50 OY-ABT blev bygget i Lundtofte i 1939, men først registreret efter krigen, i 1948.
Det fremgår af det Danske flyregister, at der har været indregistreret 47 Cubs. Tallet er usikkert, men mindst 17 af de registrerede fly burde endnu være i flyvedygig stand. 10 af de Danske fly blev stjålet af de Tyske besættelsestropper under 2. Verdenskrig. 
Flyvevåbnet brugte ikke Cub, men Hærens Flyvertropper fik 16 stk. af den nyere model Piper L-18C Super Cub.

## Løbende produktion
Moderniserede fly med bedre motorer bliver stadigt produceret af Cub Crafters i Washington og af American Legend Aircraft i Texas, da Cub fortsat er efterspurgt, dels af bush-piloter for flyets STOL (Short Take-Off and Landing) egenskaber, men også af privatpiloter for flyets nostalgiske appel. De nye fly er reelt bygget over efterfølgeren PA-11, selv om 'Legend' firmaet sælger en version med åben motorskerm og blotlagte topstykker, ligesom J-3 Cub. Begge producenter har tilføjet et elektrisk anlæg.
J-3 kan skelnes fra dens efterfølgere ved at have en motorhjelm der ikke dækker cylindre og topstykker — de blotlagte cylindre var som regel forsynet med et sæt "øjenbryn", ledeskærme der gav en mere effektiv køling af motoren. Der er meget få andre eksempler på boksermotorer med udækkede cylindre, hvorimod det er meget almindeligt på stjernemotorer. Fra og med model PA-11 dækker motorhjelmen cylindrene.
En kuriositet ved J-3 er at når den bliver fløjet solo, vil piloten som regel sidde i bagsædet for at have flyet korrekt balanceret - brændstoftanken er placeret lige bag motorens brandskot. Fra PA-11, og enkelte L-4, blev brændstoftankene flyttet op i vingen og tillod dermed piloten at flyve solo fra forsædet.

## Varianter

### Civile varianter
J-3
Udstyret med en Continental A-40, A-40-2 eller A-40-3 motor med 37 hk (28 kW), eller en A-40-4 motor med 40 hk (30 kW).
J3C-40
Certificeret 14 Juli 1938 og forsynet med en Continental A-40-4 eller A-40-5 med 40 hk (30 kW).
J3C-50
Certificeret 14 Juli 1938 og forsynet med en Continental A-50-1 eller A-40-2 til -9 (inkl.) på 50 hk (37 kW).
J3C-50S
Certificeret 14 Juli 1938 og forsynet med en Continental A-50-1 eller A-40-2 til -9 (inkl.) på 50 hk (37 kW). Kunne på bestilling udstyres med pontoner.
J3C-65
Certificeret 6 Juli 1939 og forsynet med en Continental A-65-1 eller A-65-3, 6, 7, 8, 8F, 9 eller 14 på 65 hk (48 kW), eller en A-65-14, Continental A-75-8, A-75-8-9 eller A-75-12 på 75 hk (56 kW), eller Continental A-85-8 eller C-85-12 på 85 hk (63 kW), eller en Continental A-90-8F på 90 hk (67 kW)
J3C-65S
Certificeret 27 Maj 1940 og forsynet med en Continental A-65-1 eller A-65-3, 6, 7, 8, 8F, 9 eller 14 på 65 hk (48 kW), eller en A-65-14, Continental A-75-8, A-75-8-9 eller A-75-12 på 75 hk (56 kW), eller Continental A-85-8 eller C-85-12 på 85 hk (63 kW), eller en Continental A-90-8F på 90 hk (67 kW). Kunne på bestilling udstyres med pontoner.
J3F-50
Certificeret 14 Juli 1938 og forsynet med en Franklin 4AC-150 Series 50 på 50 hk (37 kW).
J3F-50S
Certificeret 14 Juli 1938 og forsynet med en Franklin 4AC-150 Series 50 på 50 hk (37 kW). Kunne på bestilling udstyres med pontoner.
J3F-60
Certificeret 13 April 1940 og forsynet med en Franklin 4AC-150 Series A på 65 hk (48 kW) eller en Franklin 4AC-171 på 60 hk (45 kW).
J3F-60S
Certificeret 31 May 1940 og forsynet med en Franklin 4AC-150 Series A på 65 hk (48 kW) eller en Franklin 4AC-171 of 60 hp (45 kW). Kunne på bestilling udstyres med pontoner.
J3F-65
Certificeret 7 August 1940 og forsynet med en Franklin 4AC-176-B2 eller en Franklin 4AC-176-BA2 på 65 hk (48 kW).
J3F-65S
Certificeret 4 January 1943 og forsynet med en Franklin 4AC-176-B2 eller en Franklin 4AC-176-BA2 på 65 hk (48 kW). Kunne på bestilling udstyres med pontoner.
J3L
Certificeret 17 September 1938 og forsynet med en Lycoming O-145-A1 på 50 hk (37 kW) eller en Lycoming O-145-A2 eller A3 på 55 hk (41 kW).
J3L-S
Certificeret 2 May 1939 og forsynet med en Lycoming O-145-A1 på 50 hk (37 kW) eller en Lycoming O-145-A2 eller A3 på 55 hk (41 kW). Kunne på bestilling udstyres med pontoner.
J3L-65
Certificeret 27 May 1940 og forsynet med en Lycoming O-145-B1, B2 eller B3 på 65 hk (48 kW).
J3L-65S
Certificeret 27 May 1940 og forsynet med en Lycoming O-145-B1, B2 eller B3 på 65 hk (48 kW). Kunne på bestilling udstyres med pontoner.
J3P
Variant forsynet med en 50 hk (37 kW) Lenape LM-3-50 eller Lenape AR-3-160 tre-cylindret stjernemotor.
J-3R
Variant med 'slotted flaps' (gennemstrømningsflaps) forsynet med en 65 hk (48 kW) Lenape LM-3-65 motor.
J-3X
1944 variant med cantilever vinge, forsynet med en 65 hk (48 kW) Continental A-65-8 motor.
Cammandre 1
En Fransk konvertering af J-3 Cub/L-4 fly.
Poullin J.5A
Fem L-4 Cubs modificeret af Jean Poullin for specielle opgaver.
Poullin J.5B
En enkelt L-4 Cub modificeret af Jean Poullin for specielle opgaver.
Wagner Twin Cub
En dobbeltskrogs modifikation af J-3.

### Militære varianter
YO-59
Fire US Army Air Corps test- og evalueringsfly af type J3C-65.
O-59
Produktionsversion for USAAC; 140 stk. bygget, senere re-designeret L-4.
O-59A
Forbedret version, forsynet med en 65 hk (48 kW) Continental O-170-3 motor; 948 stk. bygget, senere omdøbt til L-4A.
L-4
Omdøbt YO-59 og O-59.
L-4A
Omdøbt O-59A.
L-4B
Som L-4A, men uden radioudstyr. 980 stk. bygget.
L-4C
Otte civile J3L-65, tvangsindskrevet til militær tjeneste, de første to blev oprindelig kaldt UC-83A.
L-4D
Fem tvangsindskrevne J3F-65.
L-4H
Som L-4B men med forbedret udstyr og propel med fast stigning. 1801 stk. bygget.
L-4J
L-4H, propel med variabel stigning, 1680 stk. bygget.
UC-83A
To tvangsindskrevne J3L-65, senere omdøbt til L-4C.
TG-8
Tre-sædet (motoren erstattet af et ekstra sæde) trænings-svævefly, 250 stk. bygget.
LNP
United States Navy designation for tre modtagne TG-8.
NE-1
United States Navy designation for en version af J3C-65 med dobbeltstyring, 230 stk. bygget.
NE-2
Som NE-1 med små ændringer i udstyret, 20 stk. bygget.

## Operatører

### Civile operatører
Flyet var og er populært ved flyveskoler, og benyttes verden over til skoleflyvning og rekreativ flyvning.
En komplet liste over brugere vil være uhensigtsmæssig, og stort set umulig at sammensætte.

### Militære operatører
Brasilien
- Brasiliens Luftvåben (Brazilian Air Force, portugisisk: Força Aérea Brasileira, FAB) - antal og type ukendt

 Paraguay
- Paraguays Luftvåben (Paraguayan Air Force) - L-4[37]

 Storbritannien
- Royal Air Force[38]

 Sydkorea
- Den Koreanske Republiks Luftvåben (Republic of Korea Air Force (ROKAF), koreansk: 대한민국 공군; Hanja: 大韓民國 空軍; Daehanminguk Gong-gun)[39]

 Thailand
- Det Kongelige Thailandske Luftvåben (Royal Thai Air Force (RTAF); thai: กองทัพอากาศไทย , Kong Thap Akat Thai) - antal og type ukendt

 USA
- United States Air Force[1]
- United States Army[39]
- United States Army Air Forces[1]
- United States Navy[1][39]

## Specificationer (J3C-65 Cub)
| Besætning:         | 2                  | Elev/passager og Instruktør/Pilot      |
| Længde:            | 22 ft. 5 in.       | 6,83 m                                 |
| Højde:             | 6 ft. 8 in.        | 2,03 m                                 |
| Spændvidde:        | 35 ft. 3 in.       | 10,74 m                                |
| Vingeareal:        | 178,5 ft²          | 16,58 m²                               |
| Tomvægt:           | 765 lb.            | 345 kg                                 |
| Max. last:         | 455 lb.            | 205 kg                                 |
| Max. takeoff vægt: | 1,220 lb.          | 550 kg                                 |
| Motor:             | Continental A-65-8 | luftkølet 4-cylindret boksermotor      |
| Effekt:            | 65 hk              | 48 kW ved 2.350 omdrejninger pr. minut |
| Propel:            | 1 stk.             | 2-bladet                               |
| Max. fart:         | 76 kn.             | 87 mph, 140 km/t                       |
| Marchfart:         | 65 kn.             | 75 mph, 121 km/t                       |
| Rækkevidde:        | 191 NM             | 220 mi., 354 km                        |
| Max.flyvehøjde:    | 11.500 ft          | 3.500 m                                |
| Stigehastighed:    | 450 ft/min.        | 2,3 m/sek.                             |
| Vingebelastning:   | 6,84 lb/ft²        | 33,4 kg/m²                             |
| Effekt/masse:      | 18,75 lb/hk        | 11,35 kg/kW                            |